# 和田麻希
和田 麻希（わだ まき、1986年11月18日 - ）は、日本の元陸上競技選手。

## 経歴
京都府出身。龍谷大学在学中の2007年、日本学生陸上競技対校選手権大会において、100m・200mの2種目で自己ベスト（当時）をマークし、優勝した。2008年の日本選手権では、女子200mで信岡沙希重に次ぐ2位に入った。
2009年の日本選手権の女子100mでは、髙橋萌木子、渡辺真弓に次いで3位入賞。これにより、世界選手権の4×100mリレー代表に選出された。世界選手権のリレーの予選ではアンカーを務め、44秒24を記録。予選17チーム中14位で、決勝進出はならなかった。
2012年にミズノトラッククラブに昇格。
2018年の第66回全日本実業団陸上では200mで優勝を果たした。
2021年の第69回全日本実業団陸上にて現役を退いた。

## 記録
- 100m － 11秒53（2018年10月21日）
- 200m － 23秒67（2007年9月9日）